# خرجا (إربد)
خرجا هي قرية أردنية تتبع للواء بني كنانة في محافظة إربد شمال الأردن. وتقع هذه القرية على بعد 13 كلم شمال إربد، وتحيط بها عدة قرى هي أبو اللوقس وحريما جنوباً، وبرشتا شمالاً، والسيلة والخريبة غرباً، وعلعال والشجرة وذنيبة شرقاً.

## سبب التسمية
أما عن أصل اسم هذه القرية، فحسب مقالة كتبت في جريدة الرأي الأردنية، فإن «خرجا» أصلها «خرجاء»، وكلمة خرجاء باللغة العربية تقال للنعجة التي اختلط سوادها ببياضها، وخرجا ينتشر فيها الصخر الكلسي الأبيض مع الصخر البركاني الأسود مما أدى إلى تسميتها بهذا الاسم. [بحاجة لمصدر]

## الأهمية
تعد هذه القرية من أكبر قرى لواء بني كنانة مساحة وعدد سكان وفيها من أجمل الأودية والجبال والسهول والتلال الخضراء الغنية بعيون المياه وخصوبة التربة ويزرع في وادي خرجا الرمان والتين ومختلف أنواع النباتات كالبصل والفجل والرشاد والبقدونس نظراً لوجود المياه في وادي خرجا.

## الزراعة
مواسم قرية خرجا الزراعية بالتوالي: اللوز، الكرز، الخوخ، القمح والشعير، التين والعنب والفقوس والقثاء والشمام والبصل، الرمان، الزيتون وتعتبر من أكثر القرى الأردنية تصديراً لزيت الزيتون واللوزيات.
وتنتشر في أرجاء البلدة عيون الماء منها: عين عبده، عين مياحه، عين غزال، عين السلة، عين شرار، عين الفوار.

## العمل فيها
يعتمد معظم أهالي خرجا على الوظائف الحكومية وأغلبها الوظائف العسكرية والأمنية والتعليمية وجزء لا يستهان به من أهل البلدة يجدون مصدر رزق إضافي لهم من خلال تربية المواشي والطيور والدواجن والأبقار وزراعة الأرض وفلاحتها وحصادها في نهاية كل موسم علما بأن الموسم المسيطر بنسبة كبيرة على أراضي خرجا هو موسم الزيتون.

## مؤسسات حكومية
- بلدية خرجا
- بريد خرجا
- مركز صحي خرجا

## المدارس
- 4.مدرسة خرجا الأساسية للبنين
- 5.مدرسة خرجا الثانوية للبنين
- 6.مدرسة خرجا الأساسية للبنات (خديجة بنت خويلد)
- 7.مدرسة خرجا الثانوية للبنات
- 8.مدرسة الزوية الأساسية المختلطة

## مؤسسات المجتمع المدني
- جمعية خرجا الخيرية
- جمعية الصالحين لتحفيظ القرآن الكريم
- جمعية سيدات خرجا
- مركز شباب خرجا
- جمعية زهر الرمان